# From Within
From Within – album szwedzkiej grupy rocka progresywnego Anekdoten wydany w 1999.

## Lista utworów
1. "From Within" (7:25)
2. "Kiss Of Life" (4:40)
3. "Groundbound" (5:25)
4. "Hole" (11:09)
5. "Slow Fire" (7:26)
6. "Firefly" (4:49)
7. "The Sun Absolute" (6:39)
8. "For Someone" (3:31)

## Muzycy
- Jan Erik Liljeström – gitara basowa, śpiew
- Nicklas Berg – gitara, melotron, śpiew
- Peter Nordins – instrumenty perkusyjne, wibrafon
- Ann Sofi Dahlberg – wiolonczela, śpiew, pianino, melotron

Gościnnie:
- Simon Nordberg – organy Hammonda, pianino